# Reforma Athletic Club
El Reforma Athletic Club fue un equipo de fútbol mexicano que jugó y obtuvo varios títulos en la extinta Liga Mexicana de Football Amateur Association. Tuvo como sede de sus partidos la Ciudad de México, el club que lleva este nombre todavía existe y las instalaciones aún se encuentran en esta ciudad.

## Historia
El club fue fundado en el año de 1894 por un grupo de ingleses y mexicanos, se había constituido una sociedad para fines deportivos y sociales. Ahí, la Colonia inglesa acudía a escuchar recitales, jugar cricket y pasar un buen rato en los salones donde invariablemente a las cinco de la tarde tomaban el té. 
No fue hasta 1901 cuando el primer equipo de fútbol oficial del Reforma Athletic Club se formó. Participó en el primer torneo de la entonces Liga Mexicana de Football Amateur Association junto con el Orizaba AC, México Cricket Club, Pachuca Athletic Club y el British Club, siendo este el primer torneo formal de fútbol en México.
Se maneja el término formal para el equipo de 1902, puesto que existe documentación en la que se menciona que el Reforma Athletic Club enfrentó en varias ocasiones al Pachuca Athletic Club antes de este año, pero se dice fueron encuentros para unir a las comunidades de inmigrantes ingleses en México. Pero no solo se jugó contra el Pachuca, otros casos se dieron en 1901 cuando James Walker, A.J. Campbell, T.R. Phillips, A.T. Drysdale, F. Robertson y E.W Jackson, entre otros, organizaron un equipo para enfrentar al England y al Scotland, dos equipos formados por las comunidades inglesas y escocesas respectivamente en la Ciudad de México.
Su primer encuentro en la liga amateur fue el 1 de noviembre de 1902 contra el Pachuca AC en la ciudad de Pachuca, Hidalgo, el marcador fue un empate a 3 goles.
En su primeros 2 torneos el Reforma AC quedó como subcampeón de liga, quedando por debajo del Orizaba AC en la temporada 1902-03 y del México Cricket Club en la 1903-04, en ambas ocasiones por solo 1 punto de diferencia.
El primer título llega en la temporada 1905-06 cuando finalizan en primer lugar general sobre el San Pedro Golf en un torneo con 5 equipos participantes. Logró la cantidad de 15 puntos en 8 partidos, quedando invicto al ganar 7 de sus 8 partidos y empatando el restante. Este sería el inicio de una exitosa carrera en el fútbol amateur, en total el Reforma Athletic Club obtuvo 6 títulos de campeón: 1905-06, 1906-07, 1908-09, 1909-10, 1910-11 y 1911-12, siendo así el primer tetracampeón en el fútbol mexicano.
El equipo de fútbol se vio muy afectado por la partida de sus jugadores en 1914 hacia Europa, debido al estallido de la Primera Guerra Mundial. Ya que todos eran de origen británico decidieron ir a pelear por su país cumpliendo así sus deberes militares.
Para el año de 1920 el equipo volvió a reorganizarse, pero esta vez con un toque más mexicano, puesto que estaría conformado por elementos de ascendencia inglesa pero nacidos en territorio mexicano, así como socios del Club y viejos jugadores que lograron regresar de la guerra. Jugaría hasta la temporada 1923-24 para después desaparecer un largo período, la jornada del 6 de julio de 1924 el equipo jugó lo que sería su último partido oficial de liga, perdiendo 1-0 ante el Aurrerá.

## Jugadores

### Campeones de goleo
- 1903-04  Julio Lacaud con 4 goles
- 1905-06  Claude M. Butlin con 6 goles
- 1908-09  Jorge Gómez de Parada con 3 goles
- 1909-10  Robert J. Blackmoore con 4 goles
- 1910-11  Claude M. Butlin con 2 goles

## Equipos campeones
1905-06

Entrenador: T. R. Phillips.

Equipo: Portero. Paul M. Bennett ; Defensas, Vicente Etchegaray left, J. Broomhall right ; Medios Ebenezer Ingram Johnson centre, Morton S. Turner left, William R. Blackmore right; Delanteros J.B. Waters centre, Claude Marsh Butlin (c) right inside, Charles T. Blackmore right outside, Robert J. Blackmore left inside, Gordon Paterson left outside.
Reservas. Julio Lacaud, G.D. Gibson, R. J. McSweeney, Oscar Braniff 
C.M. Butlin fue el capitán de este equipo y P.M. Bennett el Vice-capitán.
1906-07

Entrenador: T. R. Phillips.

Equipo: Portero. Paul M. Bennett ; Defensas, Vicente Etchegaray, J. Brommhall ; Medios: T. Patton, Jorge Gomez de Parada, Morton S. Turner ; Delanteros, Charles T. Blackmore, Claude M. Butlin, J.B. Waters, Agustín Gómez de Parada, Robert J. Blackmore.
Reservas. George Kennedy, Hillary W. Stevens, Ebenezer Ingram Johnson, W. Blackmore, A. Blackmore
J.B.Waters fue el capitán de este equipo y C.M. Butlin el Vice-capitán.
1908-09

Entrenador: T. R. Phillips.

Equipo: Paul M.Bennett, Wallace Smith, J. Broomhall, Albert P. Fox, S.J.Patton, Ernest Borret, Robert J.Blackmore, James "Mito" Bennetts jr., Claude Marsh Butlin, O.M. Sharpe, Harry Payne. Reserva: Fred Patterson
S.J. Patton fue el capitán de este equipo y C.M. Butlin el Vice-capitán.
1909-10

Entrenador: T. R. Phillips

Equipo: Harold N. Branch, Albert P. Fox, Hillary Stevens, Harold Sturt, H. Whitamore, Ernest Borret, O.M.Sharpe, Harry Payne, C.M.Butlin, Edgar Jones, R.J.Blackmore. Reservas: Douglas Stuart, Wallace Smith, A.G.Monkhouse, Albert W. Woodrow. Fred Patterson.
R.J. Blackmore fue el capitán de este equipo y A.P. Fox el Vice-capitán.
1910-11

Entrenador: THOMAS. R. Phillips 

Equipo: Harold N. Branch, Albert P. Fox, Hillary Stevens, Albert W. Woodrow, Robert J. Blackmore, O. M. Sharp, Charles M. Butlin, Harold Payne, Herbert Sturt, H. Whitamore, Ernest Borret.
R.J. Blackmore fue el capitán de este equipo y A.P. Fox el Vice-capitán.
1911-12

Entrenador: T. R. Phillips

Equipo: Harold N. Branch, Albert P. Fox, Hillary Stevens, O. M., Sharp, Albert W. Woodrow, Robert J. Blackmore, Charles M Buttlin, Harold Payne, Herbert Sturt, H. Whitmore, Ernest Borret.

## Palmarés
| Competición nacional | Títulos                                              | Subcampeonatos   |
| -------------------- | ---------------------------------------------------- | ---------------- |
| Liga Mexicana (6/2)  | 1905-06, 1906-07, 1908-09, 1909-10, 1910-11, 1911-12 | 1902-03, 1903-04 |
| Copa Tower (2/2)     | 1908-09, 1909-10                                     | 1910-11, 1911-12 |